# Juliusz Joksch
Juliusz Waldemar Joksch (ur. 21 stycznia 1909 w Jaworznie, zm. 1978 w Bydgoszczy) – polski piłkarz, obrońca.

## Życiorys
Był pierwszoligowym piłkarzem Garbarni Kraków i Warszawianki, grał także w rodzinnym mieście i Chrzanowie. W barwach Garbarni w 1931 został mistrzem Polski. W reprezentacji Polski wystąpił tylko raz, w rozegranym 6 września 1936 spotkaniu z Łotwą, które Polska zremisowała 3:3.